# Liste der Baudenkmale in Schweindorf
In der Liste der Baudenkmale in Schweindorf sind die Baudenkmale der niedersächsischen Schweindorf und ihrer Ortsteile aufgelistet. Der Stand der Liste ist der 20. Mai 2021. Die Quelle der Baudenkmale ist der Denkmalatlas Niedersachsen.

## Allgemein
In den Spalten befinden sich folgende Informationen:
- Lage: die Adresse des Baudenkmales und die geographischen Koordinaten. Kartenansicht, um Koordinaten zu setzen. In der Kartenansicht sind Baudenkmale ohne Koordinaten mit einem roten Marker dargestellt und können in der Karte gesetzt werden. Baudenkmale ohne Bild sind mit einem blauen Marker gekennzeichnet, Baudenkmale mit Bild mit einem grünen Marker.
- Bezeichnung: Bezeichnung des Baudenkmales
- Beschreibung: die Beschreibung des Baudenkmales. Unter § 3 Abs. 2 NDSchG werden Einzeldenkmale und unter § 3 Abs. 3 NDSchG Gruppen baulicher Anlagen und deren Bestandteile ausgewiesen.
- ID: die Objekt-ID des Baudenkmales
- Bild: ein Bild des Baudenkmales, ggf. zusätzlich mit einem Link zu weiteren Fotos des Baudenkmals im Medienarchiv Wikimedia Commons. Wenn man auf das Kamerasymbol klickt, können Fotos zu Baudenkmalen aus dieser Liste hochgeladen werden:

## Schweindorf

### Einzelbaudenkmale
| Lage                                          | Bezeichnung | Beschreibung | ID       | Bild           |
| --------------------------------------------- | ----------- | --- | -------- | -------------- |
| Esenser Straße 19 53° 35′ 40″ N, 7° 27′ 42″ O | Mühle       | Windmühle Wiebersiek: Dreistöckige Holländerwindmühle. Mühlenunterbau und Achtkant gut erhalten. Flügel, Kappe und Windrose fehlen. Zwei Mahlgänge mit Spindeln erhalten. Als Ferienwohnung genutzt. Baujahr 1907 | 34615292 |                |
| Esenser Straße 38 53° 36′ 2″ N, 7° 28′ 21″ O  | Schule      | Zweiklassiges Schulgebäude mit Lehrerwohnung. Von 1973 bis 1983 provisorisches Rathaus der Samtgemeinde Holtriem. Ausbau des Dachgeschosses. Baujahr 1913.                                                        | 34615347 | BW             |
| Mühlenweg 6 53° 35′ 51″ N, 7° 28′ 17″ O       | Mühle       | Die Klaashensche Mühle ist ein zweigeschossiger Galerieholländer mit Mühlenstumpf in Backstein und hölzernem Achtkant. Baujahr 1908.                                                                              | 34615318 | Weitere Bilder |